# هواولی‌هوا (هاوایی)
هواولی‌هوا (به انگلیسی: Hoʻolehua) یک منطقهٔ مسکونی در ایالات متحده آمریکا است که در هاوایی واقع شده‌است. هواولی‌هوا ۱۸۸٫۹۸ متر بالاتر از سطح دریا واقع شده‌است.